# 1420
1420 (MCDXX) fue un año bisiesto comenzado en lunes del calendario juliano.

## Acontecimientos
- Se firma el Tratado de Troyes.
- 7 de julio - Golpe de Tordesillas. Los Infantes de Aragón toman el poder en Castilla, secuestrando la voluntad de su primo el rey Juan
- 31 de agosto - Se registra un fuerte terremoto de 8,8 a 9,4 en el norte de Chile. El movimiento telúrico genera un tsunami en la zona que llegó hasta Japón.

## Nacimientos
- Sin fecha; Tomás de Torquemada, probablemente en Valladolid. Futuro Inquisidor General.